# Gare d'Ailly-sur-Noye
Ne doit pas être confondu avec Gare d'Ailly-sur-Somme.
La gare d'Ailly-sur-Noye est une gare ferroviaire française de la ligne de Paris-Nord à Lille, située sur le territoire de la commune d'Ailly-sur-Noye, dans le département de la Somme, en région Hauts-de-France.
Elle est mise en service en 1846 par la Compagnie des chemins de fer du Nord.
C'est une gare de la Société nationale des chemins de fer français (SNCF), desservie par des trains TER Hauts-de-France.

## Situation ferroviaire
Établie à 66 mètres d'altitude, la gare d'Ailly-sur-Noye est située au point kilométrique (PK) 111,073 de la ligne de Paris-Nord à Lille, entre les gares de La Faloise et de Dommartin - Remiencourt.

## Histoire
La « station d'Ailly-sur-Noye », est officiellement mise en service le 21 juin 1846 par la Compagnie des chemins de fer du Nord, lorsqu'elle ouvre à l'exploitation sa ligne de Paris à Lille et Valenciennes. Elle est établie, entre les stations de Breteuil et de Boves, à environ 129 kilomètres de Paris,.

## Service des voyageurs

### Accueil
C'est une gare SNCF qui dispose d'un bâtiment voyageurs, avec guichet, ouvert du lundi au vendredi de 6 h à 11 h 30 et fermé les samedis, dimanches et fêtes. Elle est équipée d'automates pour l'achat des titres de transport.
Le passage d'un quai à l'autre s'effectue par une passerelle en surplomb des voies.

### Desserte
Ailly-sur-Noye est desservie par des trains TER Hauts-de-France des lignes C10 (Paris-Nord – Amiens) et P10 (Amiens – Creil). En 2009, la fréquentation de la gare était de 470 voyageurs par jour.

### Intermodalité
Un parking pour les véhicules y est aménagé.

## Service des marchandises
Cette gare est ouverte au service des marchandises. Elle comporte une installation terminale embranchée, le service étant limité à sa desserte, ainsi qu'une cour de marchandises. Disposant de voies de service, elle est également apte à réceptionner des trains du service de l'Infrastructure.

## Galerie de photographies

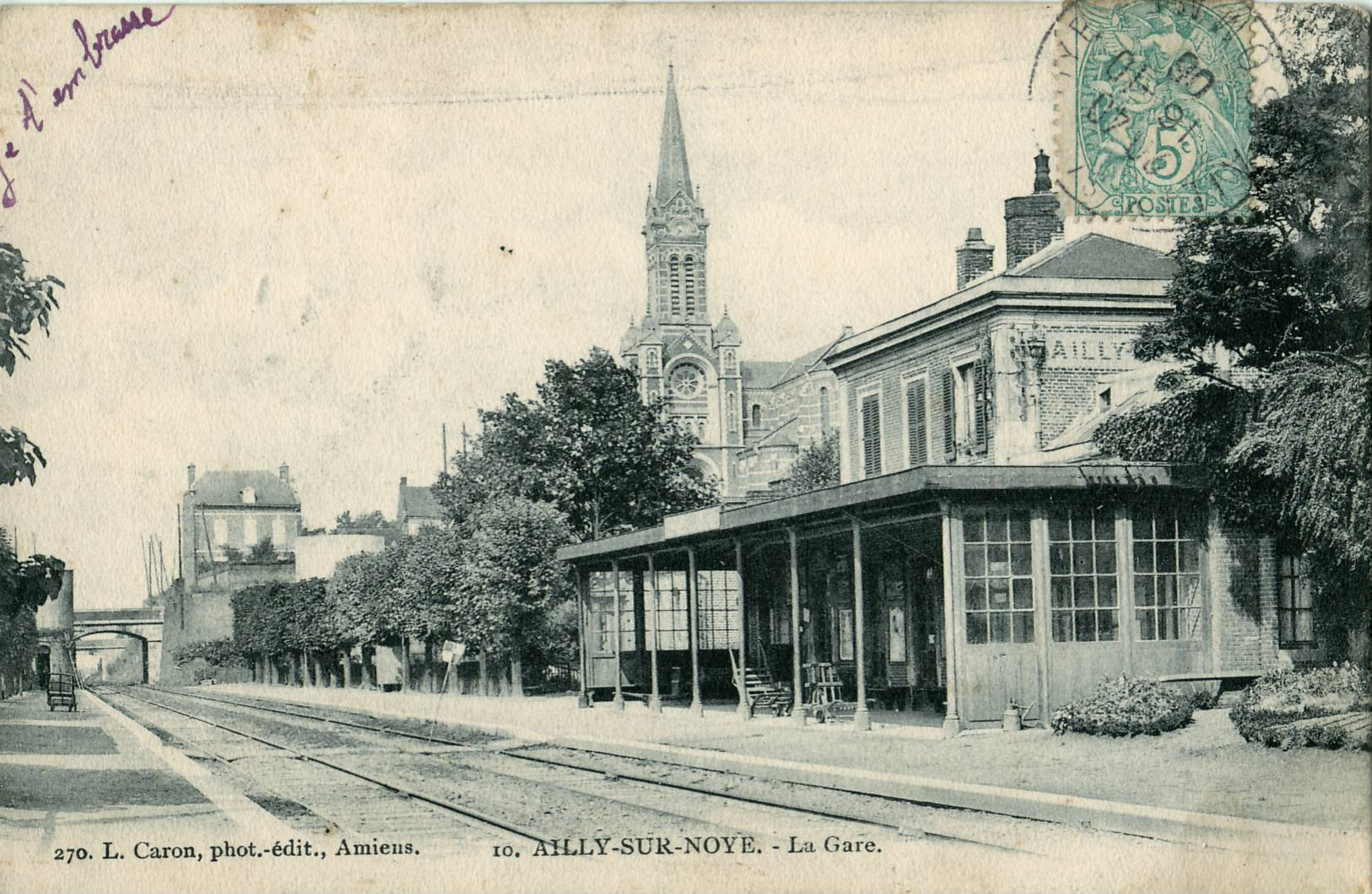
La gare au début du XXe siècle. La photo n'est pas très différente du cliché de 2008, si ce n'est que la ligne est désormais électrifiée.
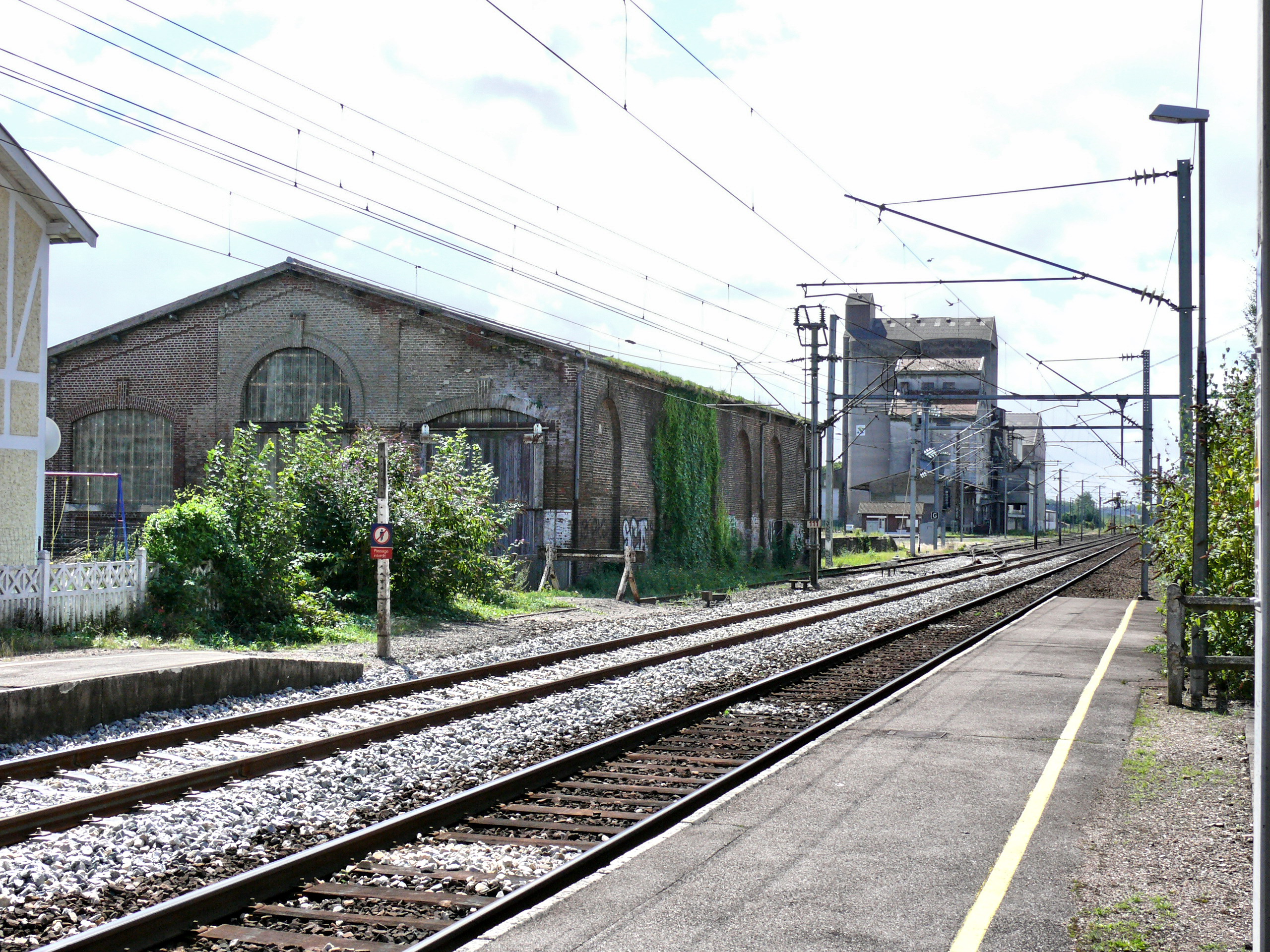
Les installations marchandises de la gare sont situées côté Paris.